# Dan Swartz
Dan Swartz é um ex-jogador de basquete norte-americano que foi campeão da Temporada da NBA de 1962-63 jogando pelo Boston Celtics.